# Liste der Biografien/Bed
Liste der Biografien |
Portal Biografien |
Personensuche
# |
A |
B |
C |
D |
E |
F |
G |
H |
I |
J |
K |
L |
M |
N |
O |
P |
Q |
R |
S |
T |
U |
V |
W |
X |
Y |
Z |
?
 
Ba |
Be |
Bd |
Bg |
Bh |
Bi |
Bj |
Bl |
Bm |
Bn |
Bo |
Br |
Bs |
Bu |
Bw |
By |
Bz
 
Bea–Beb |
Bec |
Bed |
Bee |
Bef |
Beg |
Beh |
Bei |
Bej |
Bek |
Bel |
Bem |
Ben |
Beo |
Bep |
Beq |
Ber |
Bes |
Bet |
Beu |
Bev |
Bew |
Bex |
Bey |
Bez
Die Liste der Biografien führt alle Personen auf, die in der deutschsprachigen Wikipedia einen Artikel haben. Dieses ist eine Teilliste mit 264 Einträgen von Personen, deren Namen mit den Buchstaben „Bed“ beginnt.

## Bed

### Beda
- Beda Venerabilis († 735), englischer Benediktinermönch, Theologe und GeschichtsschreiberBeda Venerabilis († 735)

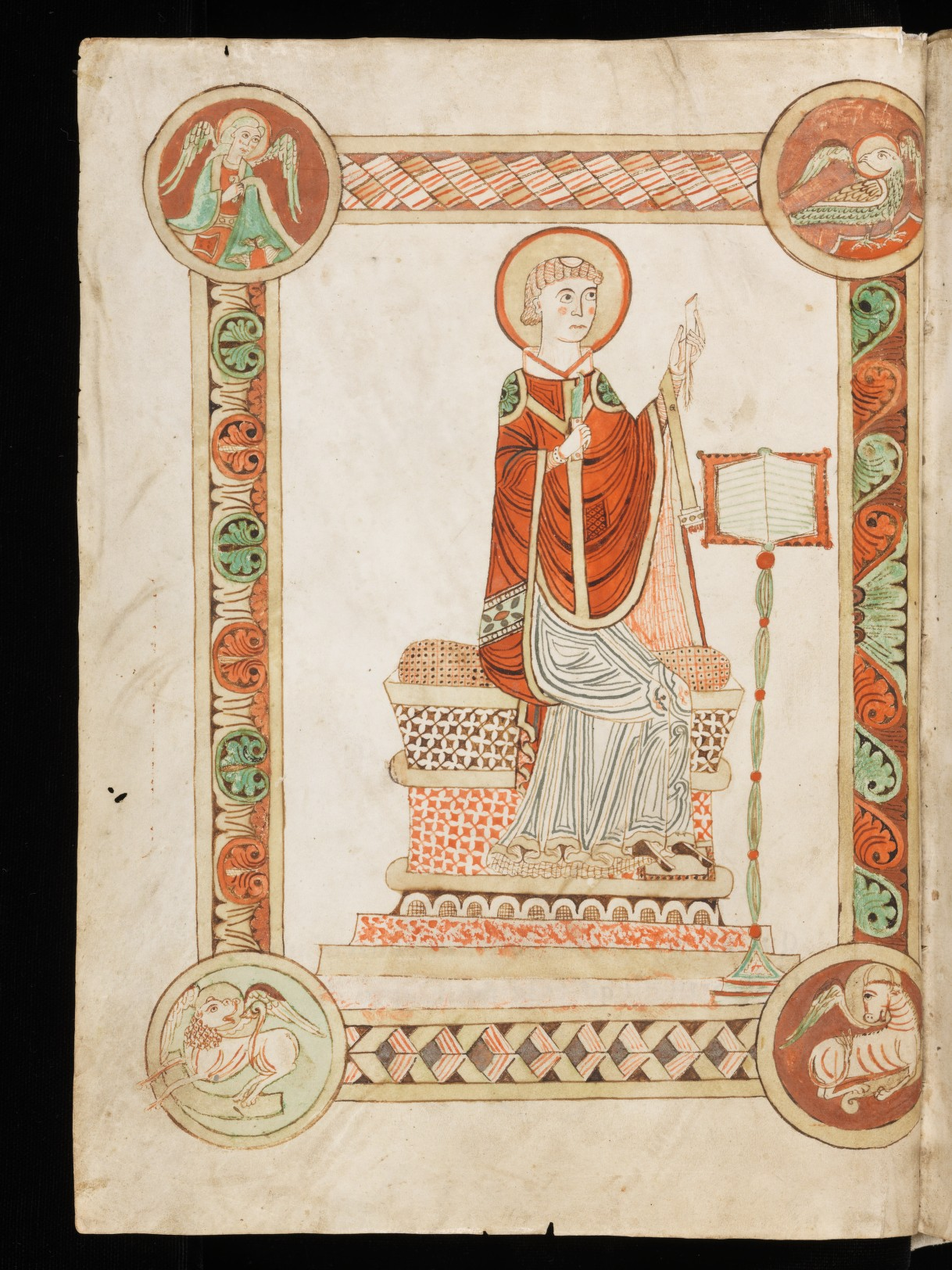
Beda Venerabilis († 735)

- Beda, Giulio (1879–1954), italienisch-deutscher Maler
- Beda, Heinrich (1863–1929), deutscher Papierfabrikant und Politiker (NLP, DDP), MdL (Königreich Sachsen)
- Béda, Mathieu (* 1981), französischer Fußballspieler
- Bedacht, Max (1883–1972), US-amerikanischer Politiker (SPA, CLP, UCP, CPUSA)
- Bédague, Véronique (* 1964), französische Wirtschaftswissenschaftlerin
- Bedák, Pál (* 1985), ungarischer Boxer
- Bedák, Zsolt (* 1983), ungarischer Boxer
- Bedal, Albrecht (* 1947), deutscher Bauhistoriker und Architekt
- Bedal, Karl (1914–1999), deutscher Künstler
- Bedal, Konrad (* 1944), deutscher Bauhistoriker und Kunsthistoriker
- Bedal, Paul (* 1987), US-amerikanischer Jazzmusiker (Paino)
- Bedall, Franz Seraph (1781–1851), bayerischer Generalmajor
- Bedáňová, Dája (* 1983), tschechische Tennisspielerin
- Bédard, Andrea (* 1963), kanadische Skirennläuferin
- Bedard, Connor (* 2005), kanadischer Eishockeyspieler
- Bédard, Denis (* 1950), kanadischer Komponist
- Bédard, Éric (* 1976), kanadischer Shorttracker
- Bedard, Irene (* 1967), US-amerikanische Schauspielerin und SynchronsprecherinIrene Bedard (* 1967)

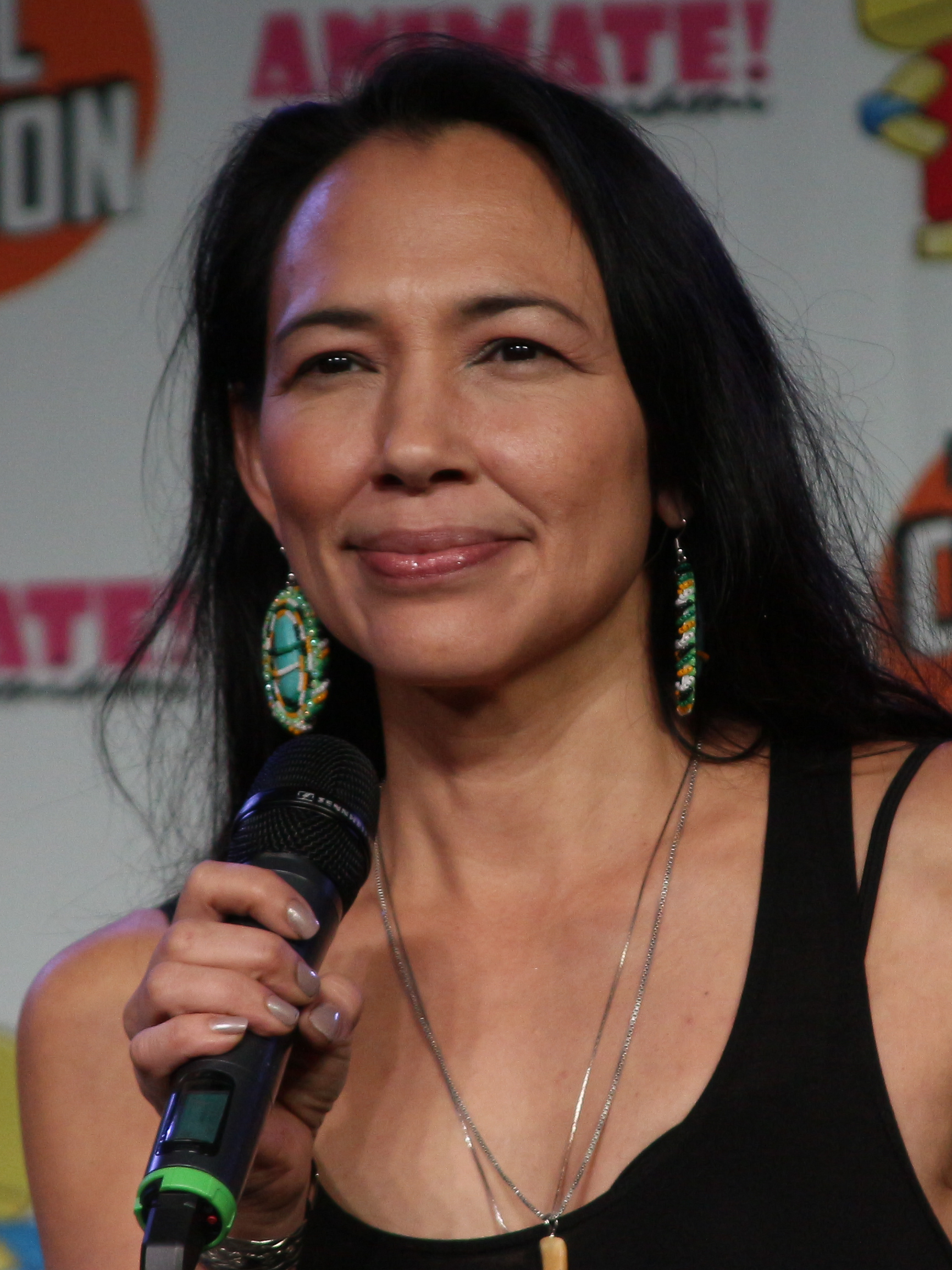
Irene Bedard (* 1967)

- Bédard, Jean Baptiste (1765–1815), französischer Violinist, Harfenist und Komponist
- Bedard, Jim (* 1956), kanadischer Eishockeyspieler und -trainer
- Bédard, Marc-André (1935–2020), kanadischer Politiker
- Bédard, Marc-André (* 1986), kanadischer Biathlet
- Bedard, Michael (* 1949), kanadischer Schriftsteller
- Bédard, Myriam (* 1969), kanadische Biathletin
- Bédard, Simon (* 1997), französischer Mittel- und Langstreckenläufer
- Bédarida, Henri (1887–1957), französischer Romanist, Italianist und Literaturwissenschaftler
- Bedarjowa, Marija Andrejewna (* 1992), russische Skirennläuferin
- Bédarride, Jassuda (1804–1882), französischer Jurist
- Bedau, Ernst (* 1943), deutscher Schachfunktionär
- Bedaux, Charles (1886–1944), französisch-US-amerikanischer Arbeitsingenieur und Unternehmer
- Bedaux, Jacoba (1942–2002), niederländische Klangkünstlerin

### Bedb
- Bedbury, Floyd (1937–2011), US-amerikanischer Eisschnellläufer

### Bedd
- Beddermann, Carl († 2020), deutscher Regierungsbeamter und Berater des polnischen Vizepremiers
- Beddie, James Stuart (1902–1988), US-amerikanischer Historiker
- Beddies, Anna (1891–1976), deutsche Politikerin (KPD), MdL
- Beddies, Carl Friedrich (1816–1894), deutscher Fotograf und Büchsenmacher
- Beddies, Cornelia (* 1988), deutsche Gedächtnissportlerin
- Beddies, Katharina (* 1994), deutsche Handballspielerin
- Beddies, Marie-Christine (* 1997), deutsche Handballspielerin
- Beddies, Thomas (* 1958), deutscher Medizinhistoriker
- Beddig, Heyno (1923–1994), deutscher Bühnenbildner und Maler
- Beddoe, Deirdre (* 1942), walisische Historikerin
- Beddoe, Don (1903–1991), US-amerikanischer Schauspieler
- Beddoe, John (1826–1911), britischer Anthropologe
- Beddoes, Alex (* 1995), Leichtathlet von den Cookinseln
- Beddoes, Clayton (* 1970), kanadischer Eishockeyspieler und -trainer
- Beddoes, Emma (* 1985), englische Squashspielerin
- Beddoes, Lance (* 1992), neuseeländischer Squashspieler
- Beddoes, Thomas (1760–1808), englischer Arzt und Autor
- Beddoes, Thomas Lovell (1803–1849), englischer Dichter
- Beddoes, Zanny Minton (* 1967), britische JournalistinZanny Minton Beddoes (* 1967)

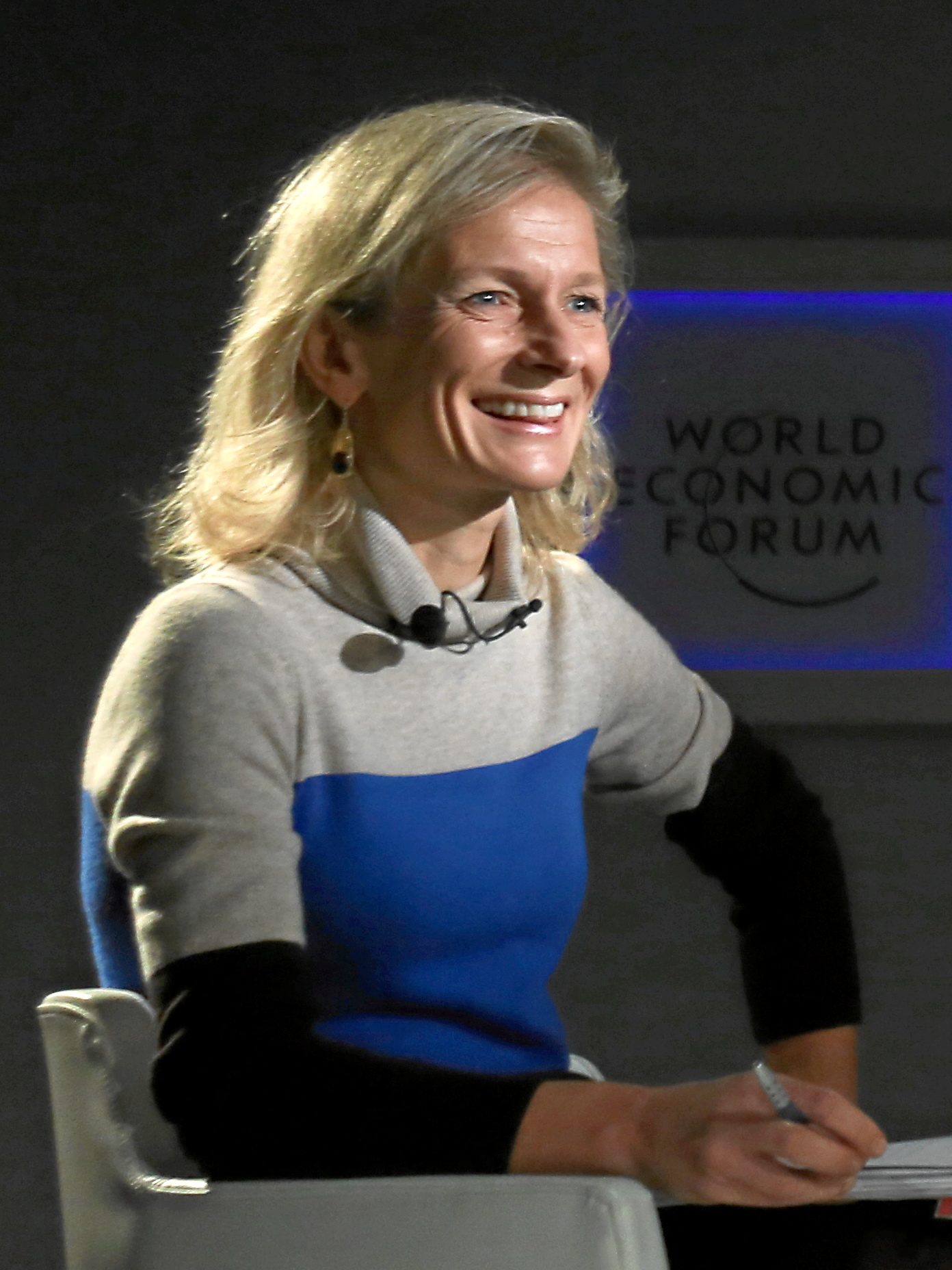
Zanny Minton Beddoes (* 1967)

- Beddor, Frank (* 1958), US-amerikanischer Schriftsteller, Filmproduzent, Schauspieler und Freestyle-Skifahrer
- Beddow, Harry (1901–1972), walisischer Fußballspieler

### Bede
- Bede, James (1856–1942), US-amerikanischer Politiker
- Bede, Jim (1933–2015), US-amerikanischer Flugzeugkonstrukteur und Luftfahrtunternehmer
- Bede, Shaylyn (* 1981), brasilianische Beachvolleyballspielerin
- Bede, Shelda (* 1973), brasilianische Beachvolleyballspielerin und Weltmeisterin
- Bedeau, Marie-Alphonse (1804–1863), französischer General
- Bedekar, Vishram (1906–1998), indischer Autor, Dramatiker und Regisseur des Marathi- und Hindi-Films
- Bedekovic, Branko (* 1953), jugoslawischer Radrennfahrer
- Bedekovič, Branko (* 1973), slowenischer Handballspieler
- Bedeković, Koloman (1818–1889), kroatischer Politiker, Ban von Kroatien und Slawonien, Minister für Kroatien-Slawonien-Dalmatien
- Bedel, Maurice (1883–1954), französischer Schriftsteller und Romancier
- Bedel, Ümmügülsüm (* 1995), türkische Handball- und Beachhandballspielerin
- Bedelia, Bonnie (* 1948), US-amerikanische Schauspielerin
- Bedell, Adam (* 1991), US-amerikanischer Fußballspieler
- Bedell, Berkley (1921–2019), US-amerikanischer Unternehmer und Politiker
- Bedell, Frederick (1868–1958), US-amerikanischer Physiker
- Bedene, Aljaž (* 1989), britisch-slowenischer Tennisspieler
- Bedene, Andraž (* 1989), slowenischer Tennisspieler
- Bedenik, Andjelik Juraj (1808–1866), Ordensgeistlicher und römisch-katholischer Apostolischer Vikar von Agra
- Bédénik, Jean-François (* 1978), französischer Fußballtorhüter
- Beder, Jutta (* 1948), deutsche Kunsthistorikerin
- Bederke, Anna (* 1981), deutsche Regisseurin und SchauspielerinAnna Bederke (* 1981)

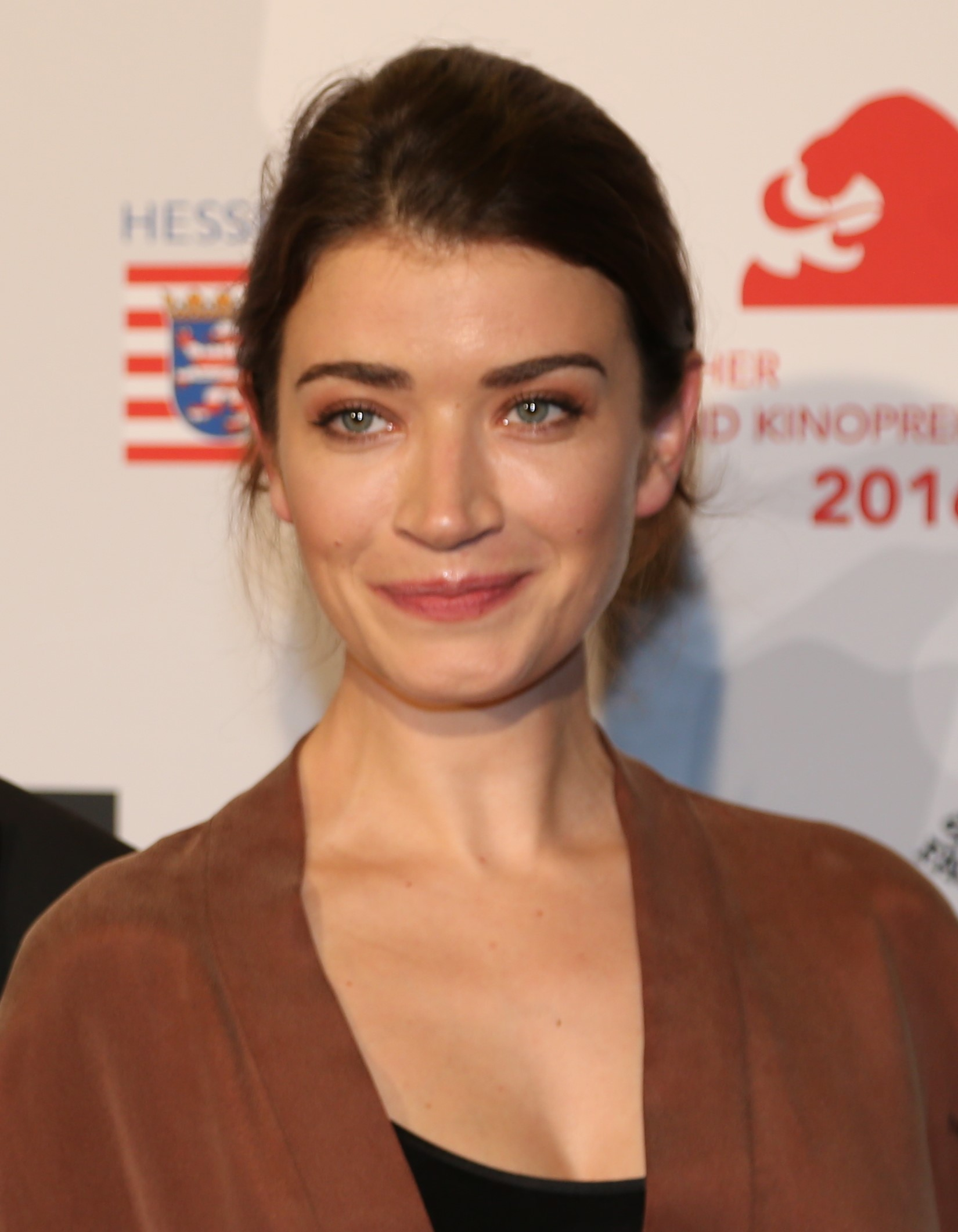
Anna Bederke (* 1981)

- Bederke, Erich (1895–1978), deutscher Geologe
- Bederman, David J. (1961–2011), US-amerikanischer Völkerrechtler
- Bederna, Katrin (* 1968), deutsche römisch-katholischer Theologin
- Bedersi, Jedaja, jüdischer Dichter und Philosoph
- Bedetti, Alessandro (* 2002), italienischer Schauspieler
- Bedetti, Joel (* 1984), Schweizer Journalist
- Bedetti, Stefano (* 1973), italienischer Jazzmusiker (Saxophon, Komposition)
- Bedewka, Oleksandr (* 1983), ukrainischer Billardspieler
- Bedey, Björn (* 1968), deutscher Schriftsteller, Verleger und Herausgeber

### Bedf
- Bedford, Barbara (1903–1981), US-amerikanische Schauspielerin
- Bedford, Barbara (* 1972), US-amerikanische Schwimmerin
- Bedford, Brenda (* 1937), britische Kugelstoßerin und Diskuswerferin
- Bedford, Brian (1933–2022), walisischer Fußballspieler
- Bedford, Brian (1935–2016), britischer Schauspieler und Theaterregisseur
- Bedford, Clayton Wing (1885–1933), US-amerikanischer Chemiker
- Bedford, David (1937–2011), britischer Musiker und Komponist
- Bedford, David (* 1949), britischer Langstreckenläufer
- Bedford, Eric (1928–2006), australischer Politiker, Mitglied der Legislativversammlung und Minister von New South Wales
- Bedford, Francis Donkin (1864–1954), britischer Maler und Illustrator
- Bedford, Frederick (1838–1913), britischer Admiral und Gouverneur
- Bedford, Gunning (1742–1797), US-amerikanischer Politiker und Gouverneur des Bundesstaates Delaware (1796–1797)
- Bedford, Gunning Jr. (1747–1812), Politiker und Jurist; einer der Gründerväter der Vereinigten Staaten
- Bedford, Gunning S. (1806–1870), US-amerikanischer Arzt und Geburtshelfer
- Bedford, Harry (1899–1976), englischer Fußballspieler
- Bedford, James (1893–1967), amerikanischer Psychologieprofessor
- Bedford, Martyn (* 1959), britischer Schriftsteller
- Bedford, Mary (1907–1997), südafrikanische Schwimmerin
- Bedford, Paddy (1922–2007), australischer Künstler
- Bedford, Randolph (1868–1941), australischer Schriftsteller
- Bedford, Rebecca (* 1998), englische Badmintonspielerin
- Bedford, Reginald (1909–1985), kanadischer Pianist und Musikpädagoge
- Bedford, Richard Perry (1883–1967), britischer Kunsthistoriker und Bildhauer
- Bedford, Ronnie (1931–2014), US-amerikanischer Jazz-Schlagzeuger
- Bedford, Simon (* 1976), englischer Snookerspieler
- Bedford, Sybille (1911–2006), deutsch-britische Schriftstellerin und Journalistin
- Bedford-Fenwick, Ethel (1857–1947), britische Krankenschwester und Gründerin des ICN
- Bedford-Meister, französischer Miniaturmaler
- Bedford-Strohm, Heinrich (* 1960), deutscher evangelischer Theologe

### Bedh
- Bedho, Tesfamariam (1934–2002), eritreischer Geistlicher

### Bedi
- Bedi, Bishan Singh (1946–2023), indischer Cricketspieler
- Bedi, Jacopo, italienischer Maler des Quattrocento
- Bedi, Kabir (* 1946), indischer SchauspielerKabir Bedi (* 1946)

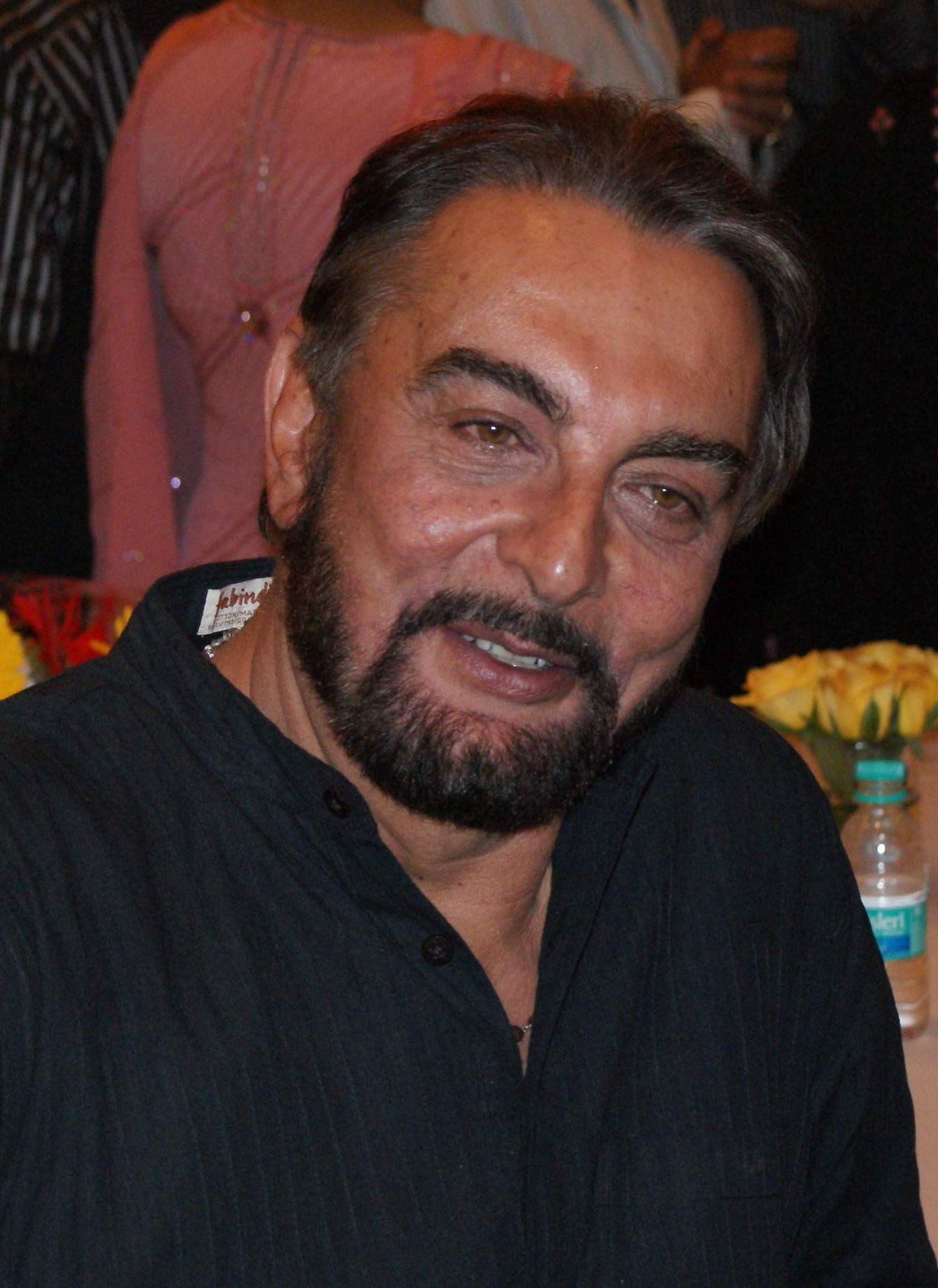
Kabir Bedi (* 1946)

- Bedi, Kiran (* 1949), indische Polizeipräsidentin, Gefängnisdirektorin, Aktivistin und Vizegouverneurin von Puducherry
- Bedi, Mbenza (* 1984), kongolesischer Fußballspieler
- Bedi, Narendra (1937–1982), indischer Filmregisseur und Drehbuchautor
- Bédi, Tibor (* 1974), ungarischer Leichtathlet
- Bedia, Chris (* 1996), ivorischer Fußballspieler
- Bedia, Edu (* 1989), spanischer Fußballspieler
- Bediako, Ken (* 1941), ghanaischer Sportjournalist
- Bediako, Nana (* 1977), ghanaisch-deutscher Fußballspieler
- Bedian, Anne (* 1972), kanadische Schauspielerin und Synchronsprecherin
- Bediana, Beka (* 1990), georgisch-deutscher Schauspieler
- Bédié, Henri Konan (1934–2023), ivorischer Politiker, Präsident der Elfenbeinküste (1993–1999)
- Bédier, Joseph (1864–1938), französischer Romanist
- Bedikyan, Burak (* 1978), türkischer Jazzmusiker (Piano, Komposition)
- Bedime, Roman (* 2001), deutscher Basketballspieler
- Bedimo, Henri (* 1984), kamerunischer Fußballspieler
- Bedin, Camille (1893–1979), französischer Politiker und Widerstandskämpfer
- Bedin, Gianfranco (* 1945), italienischer Fußballspieler
- Bedinadse, Dawit (* 1985), georgischer Ringer
- Bedinger, George M. (1756–1843), US-amerikanischer Politiker
- Bedinger, Henry (1812–1858), US-amerikanischer Politiker
- Bedingfield, Daniel (* 1979), neuseeländischer PopmusikerDaniel Bedingfield (* 1979)

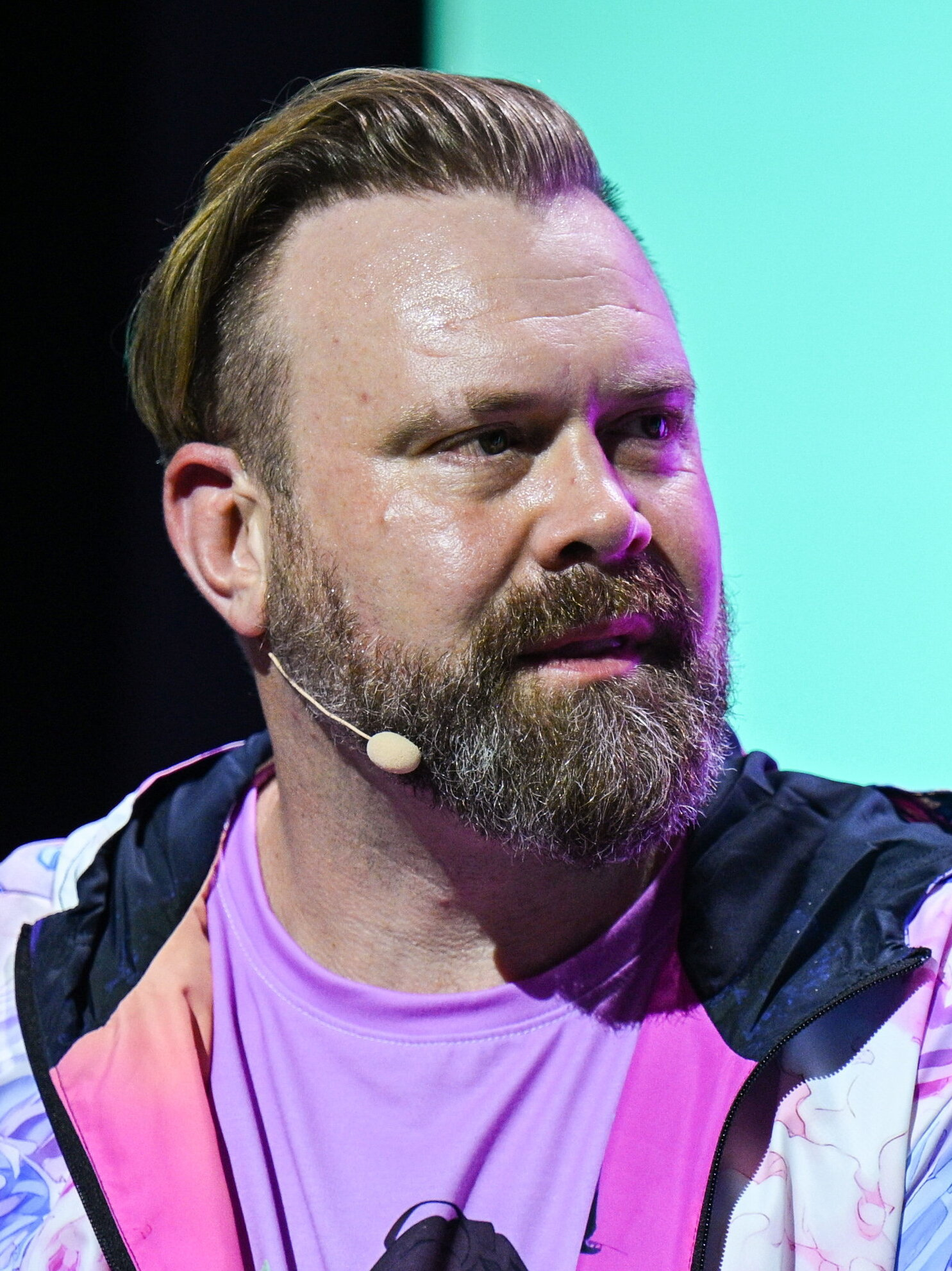
Daniel Bedingfield (* 1979)

- Bedingfield, Edmund († 1496), englischer Ritter
- Bedingfield, Glenn (* 1974), maltesischer Journalist und Politiker (Partit Laburista), MdEP
- Bedingfield, Kate (* 1981), US-amerikanische Politikberaterin
- Bedingfield, Natasha (* 1981), britische Sängerin und SongwriterinNatasha Bedingfield (* 1981)

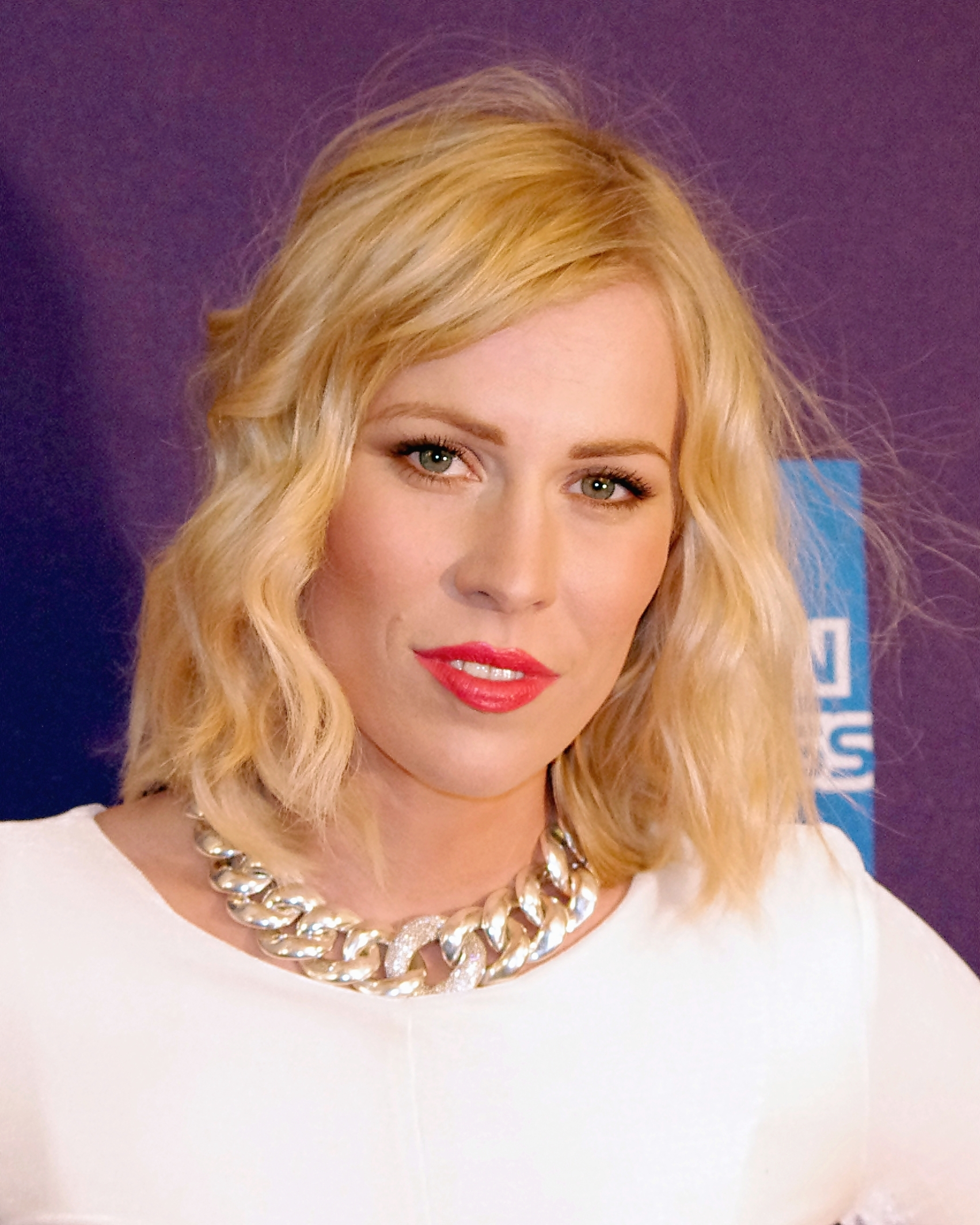
Natasha Bedingfield (* 1981)

- Bedini, Gaetano (1806–1864), italienischer Kardinal und Diplomat
- Bedini, Ignazio (* 1939), italienischer Ordensgeistlicher, Missionar und emeritierter Erzbischof von Isfahan
- Bedini, Niccola (1801–1864), italienischer römisch-katholischer Geistlicher und Bischof von Terracina, Sezze und Priverno
- Bedinidis, Emzarios (* 1975), georgisch-griechischer Ringer
- Bedir, Muhammed Ali (* 2000), türkischer Skispringer
- Bedirxan Beg (1802–1868), kurdischer Fürst der Dynastie von Botan
- Bedirxan, Celadet Ali (1893–1951), kurdischer Schriftsteller, Linguist, Journalist und ein Politiker
- Bedirxan, Emin Ali (1851–1926), kurdischer Jurist, Politiker
- Bedirxan, Kamuran (1895–1978), kurdischer Jurist, Politiker, Schriftsteller
- Bedirxan, Süreyya (1883–1938), kurdischer Schriftsteller, Journalist und ein Politiker
- Bedivan, Mircea (* 1957), rumänischer Handballspieler

### Bedj
- Bedjan, Paul (1838–1920), Missionar und Herausgeber
- Bedjaoui, Mohammed (* 1929), algerischer Jurist, Präsident des Internationalen Gerichtshofs (1994–1997)
- Beđeti, Vlora (* 1991), slowenische Judoka
- Beđik, Nenad (* 1989), serbischer Ruderer

### Bedl
- Bédl, János (1929–1987), ungarischer Fußballtrainer
- Bedle, Joseph D. (1821–1894), US-amerikanischer Politiker

### Bedn
- Bednár, Alfonz (1914–1989), slowakischer Schriftsteller, Drehbuchautor und Übersetzer
- Bednar, David A. (* 1952), US-amerikanischer Universitätspräsident, Apostel der Kirche Jesu Christi der Heiligen der Letzten Tage
- Bednář, František (1884–1963), tschechischer evangelischer Pfarrer und Theologe
- Bednar, Franz (1908–1986), österreichischer Politiker (SPÖ), Mitglied des Bundesrates
- Bednar, Heinrich (1922–2000), österreichischer Tischtennisspieler
- Bednar, Jared (* 1972), kanadischer Eishockeyspieler
- Bednář, Jaroslav (* 1976), tschechischer Eishockeyspieler
- Bednář, Jiří (1935–1973), tschechischer Philosoph
- Bednar, Johann (* 1947), österreichischer Schauspieler
- Bednář, Kamil (1912–1972), tschechischer Dichter und Übersetzer, Prosaist, Dramatiker und Verlagsredakteur
- Bednář, Miloslav (* 1948), tschechischer wissenschaftlicher Mitarbeiter der Tschechischen Akademie der Wissenschaften
- Bednář, Roman (* 1983), tschechischer Fußballspieler
- Bednar, Rudolf (1920–2003), österreichischer Kommunalpolitiker (SPÖ)
- Bednář, Vladimír (* 1948), tschechoslowakischer Eishockeyspieler
- Bednár, Vlado (1941–1984), slowakischer Schriftsteller und Journalist
- Bednara, Ernst (1881–1956), deutscher Lehrer und Heimatforscher
- Bednara, Volker (* 1945), deutscher Oberst der Nationalen Volksarmee
- Bednarczuk, Ágatha (* 1983), brasilianische Volleyball- und Beachvolleyballspielerin
- Bednarczuk, Leszek (* 1936), polnischer Sprachwissenschaftler und Hochschullehrer
- Bednarczyk, Artur (1890–1944), deutscher Opernsänger
- Bednarczyk, Jakub (* 1999), polnisch-deutscher Fußballspieler
- Bednarczyk, Piotr (1914–2001), polnischer katholischer Bischof
- Bednareck, Horst (1930–2015), deutscher Hochschullehrer, Professor für Marxismus-Leninismus
- Bednarek, Emil (1907–2001), polnischer Funktionshäftling im KZ Auschwitz
- Bednarek, Jacek (1944–1990), polnischer Jazzbassist und Komponist
- Bednarek, Jan (* 1955), polnischer Politiker, Mitglied des Sejm
- Bednarek, Jan (* 1996), polnischer FußballspielerJan Bednarek (* 1996)

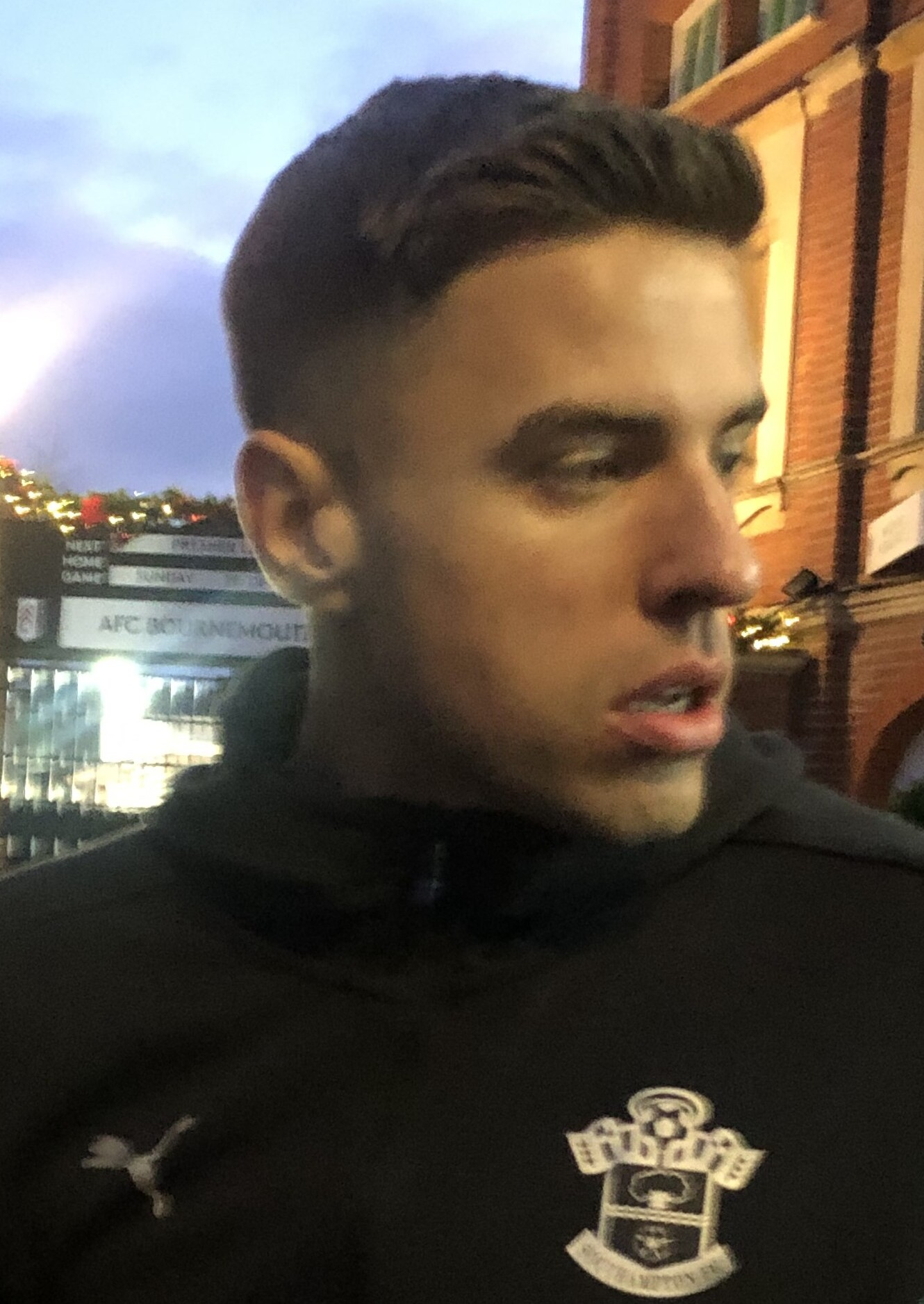
Jan Bednarek (* 1996)

- Bednarek, John Michael, US-amerikanischer General
- Bednarek, Karolina (* 1988), polnische Volleyball- und Beachvolleyballspielerin
- Bednarek, Kenneth (* 1998), US-amerikanischer SprinterKenneth Bednarek (* 1998)

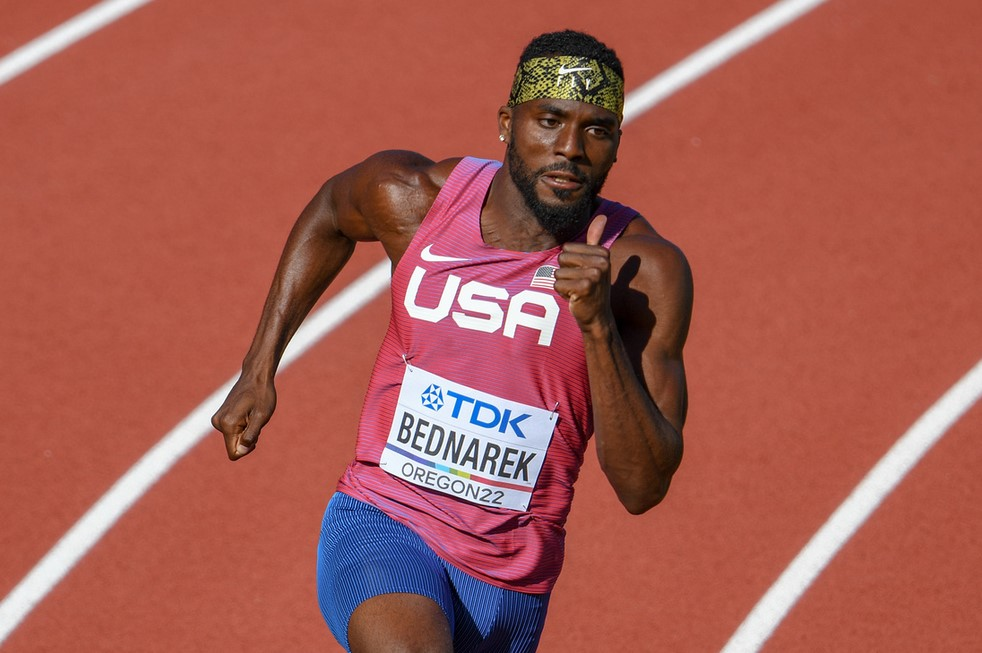
Kenneth Bednarek (* 1998)

- Bednarek, Sylwester (* 1989), polnischer Leichtathlet
- Bednarek, Tomasz (* 1981), polnischer Tennisspieler
- Bednarik, Chuck (1925–2015), US-amerikanischer American-Football-Spieler
- Bednarik, Edith (1935–2017), österreichische Höhlen- und Erdstallforscherin
- Bednarik, Karl (1915–2001), österreichischer Maler und Schriftsteller
- Bednařík, Miloslav (1965–1989), tschechoslowakischer Sportschütze
- Bednarik, Nina (* 1982), slowenische Freestyle-Skierin
- Bednarik, Robert G. (* 1944), australischer Prähistoriker
- Bednárik, Simone (* 2003), slowakisch-US-amerikanische Eishockeyspielerin
- Bednáriková, Alica (* 1999), slowakische Drehbuchautorin und Regisseurin
- Bednaříková, Radka (* 1990), tschechische Fußballspielerin
- Bednářová, Karolína (* 1986), tschechische Volleyballspielerin
- Bednářová, Vendula (* 1983), tschechische Schauspielerin sowie ein Foto- und Erotikmodell
- Bednarski, Bob (1944–2004), US-amerikanischer Gewichtheber
- Bednarski, Gerhard (1922–2009), deutscher Journalist und Redakteur
- Bednarski, Piotr (* 1938), polnischer Schriftsteller
- Bednarsky, Kerstin (* 1960), deutsche Politikerin (SED/PDS/Die Linke), MdV, MdL
- Bednarz, Dieter (* 1956), deutscher Journalist und Sachbuchautor
- Bednarz, Hendrik (* 1978), deutscher Politiker (SPD)
- Bednarz, Klaus (1942–2015), deutscher Journalist und ModeratorKlaus Bednarz (1942–2015)

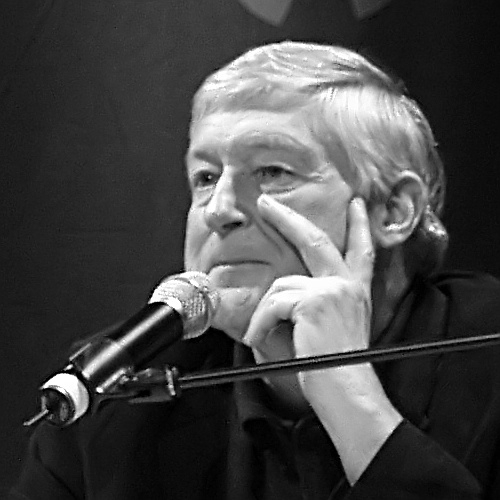
Klaus Bednarz (1942–2015)

- Bednarz, Liane (* 1974), deutsche Publizistin und promovierte Juristin
- Bednarz, Zuzanna (* 2005), polnische Tennisspielerin
- Bednorz, Achim (* 1947), deutscher Fotograf
- Bednorz, Georg (* 1950), deutscher Physiker und Mineraloge
- Bednorz, Herbert (1908–1989), katholischer Bischof
- Bednorz, Robert (1882–1973), deutscher Bildhauer und Hochschullehrer
- Bednorz, Zbyszko (1913–2010), polnischer Schriftsteller, Publizist und Literaturhistoriker
- Bednow, Alexander Alexandrowitsch (1969–2015), ukrainisch-russischer Rebellenkommandeur, Anführer des prorussischen "Batman Bataillons" und Staatsmann der selbstproklamierten und international nicht-anerkannten Volksrepublik Lugansk (VL)
- Bedny, Demjan (1883–1945), russischer Dichter

### Bedo
- Bedoglouyan, André (1920–2010), libanesischer Geistlicher, Patriarchal-Exarch in Jerusalem und Amman
- Bedogni, Lorenzo, italienischer Maler und Architekt
- Bedoli, Girolamo Mazzola († 1569), italienischer Maler
- Bedorf, Thomas (* 1969), deutscher Philosoph
- Bedori, Gianni (1930–2005), italienischer Musiker (Saxophone, Flöte, Fagott)
- Bédos de Celles, Dom François Lamathe (1709–1779), französischer Benediktiner, Orgelbauer, Gutachter und Schriftsteller
- Bedos, Guy (1934–2020), französischer Schauspieler, Kabarettist und Unterhaltungskünstler
- Bedos, Nicolas (* 1979), französischer Schauspieler, Filmregisseur und Theater- und DrehbuchautorNicolas Bedos (* 1979)

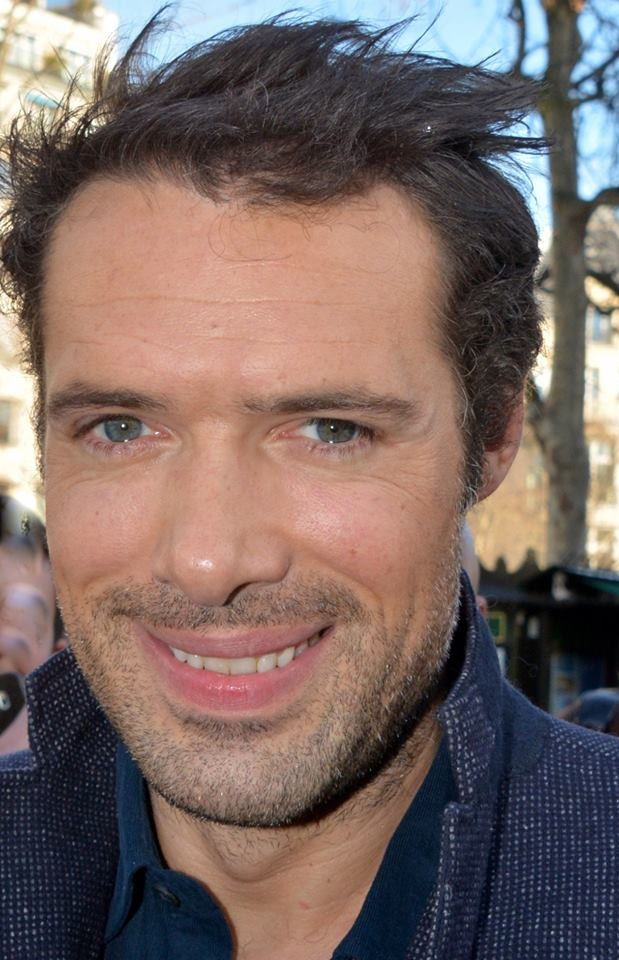
Nicolas Bedos (* 1979)

- Bedouelle, Guy (1940–2012), französischer Ordensgeistlicher, Theologe und Kirchenhistoriker
- Bedoui, Noureddine (* 1959), algerischer Politiker
- Bedoui, Rami (* 1990), tunesischer Fußballspieler
- Bédouin, Jean-Louis (1929–1996), französischer Schriftsteller und Literaturkritiker
- Bédouret, Félix (1898–1955), Schweizer Fussballspieler
- Bedoya Lima, Jineth (* 1974), kolumbianische Journalistin
- Bedoya Monjoy, Santiago F. (1890–1959), peruanischer Diplomat
- Bedoya Reyes, Luis (1919–2021), peruanischer Politiker, Bürgermeister von Lima
- Bedoya, Alejandro (* 1987), US-amerikanischer Fußballspieler
- Bedoya, Alfonso (1904–1957), mexikanischer Filmschauspieler
- Bedoya, Gerardo (* 1975), kolumbianischer FußballspielerGerardo Bedoya (* 1975)

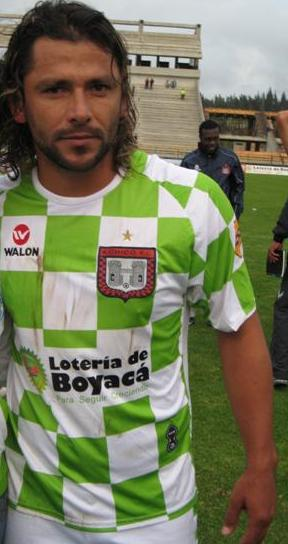
Gerardo Bedoya (* 1975)

- Bedoya, Lorena (* 1997), kolumbianische Fußballspielerin

### Bedr
- Bedra, Paul (1912–1998), deutscher Maler, Bildhauer und Druckgrafiker
- Bedrač, Maja (* 1999), slowenische Weitspringerin
- Bedrani, Djilali (* 1993), französischer Leichtathlet
- Bedreddin, Scheich (1358–1420), islamischer Theologe und Philosoph
- Bedri, Babikr (1856–1954), mahdistischer Krieger und Vorreiter der Frauenbildung im Sudan
- Bedrin, Nikita Wjatscheslawowitsch (* 2006), russischer Automobilrennfahrer
- Bedrītis, Ardis (* 2000), lettischer Beachvolleyballspieler
- Bedrna, Vlastimil (1929–2018), tschechischer Schauspieler
- Bedros IV. (1870–1940), Bischof
- Bedrosian, Cam (* 1991), US-amerikanischer Baseballspieler
- Bedrosian, Steve (* 1957), US-amerikanischer Baseballspieler
- Bedrossian, Franck (* 1971), französischer Komponist
- Bedrossian, Pascal (* 1974), französisch-armenischer Fußballspieler

### Beds
- Bedschanjan, Dawid Issakowitsch (* 1988), russischer Gewichtheber
- Bedschanjan, Emma (* 1984), armenische Sängerin
- Bedser, Alec (1918–2010), englischer Cricketspieler
- Bedsole, Ann (* 1930), US-amerikanische Politikerin (Republikanische Partei)
- Bedsyk, Jurij (1925–2008), ukrainischer und sowjetischer Schriftsteller
- Bedszent, Gerd (* 1958), deutscher Journalist und Schriftsteller

### Bedu
- BeDuhn, Jason (* 1963), US-amerikanischer Religions- und Kunsthistoriker, Hochschullehrer
- Bedürftig, Dieter (1938–2013), deutscher Fußballspieler
- Bedürftig, Friedemann (1940–2010), deutscher Journalist und Autor
- Beduzzi, Antonio (1675–1735), österreichischer Theateringenieur, Dekorationsmaler und Architekt

### Bedw
- Bedwei, Farida (* 1979), ghanaische Software-Ingenieurin
- Bedwell, Dave (1928–1999), britischer Radrennfahrer

### Bedz
- Będzikowski, Jacek (* 1972), polnischer Handballspieler und -trainer